# 加茂建
加茂 建（かも けん、1943年 - ）は日本の実業家で、元学生サッカー選手。
実兄（三兄）の加茂周はヤンマーディーゼルサッカー部（現・セレッソ大阪）の選手やコーチ、日産自動車サッカー部と全日空サッカークラブ→横浜フリューゲルス（のちに合併し、現在は横浜F・マリノス）、サッカー日本代表の監督も務め、長兄の加茂豊もサッカー日本代表のゴールキーパーを務めた。
なお、1936年ベルリンオリンピックサッカー日本代表の加茂健・加茂正五との血縁関係はない。

## 来歴
東京都出身。父は毎日新聞の記者だった。
兵庫県立芦屋高等学校から関西学院大学に進学する。これらの学校ではサッカー部に所属した。
大学卒業後トヨタ自動車工業に入社。当時トヨタはサッカーには力を入れておらず、サッカーの普及に関わる仕事をしたいと考えて1968年12月に独立して創業し、1971年8月にサッカー用具専門店「サッカーショップ加茂」を大阪市北区梅田で開店した。同年株式会社加茂商事を設立。その後関連会社を通してサッカー選手を中心としたスポーツマンのマネージメントなどもこなしている。
特に、「サッカーショップ加茂」の第1号店がオープンしたころは、当時としては珍しく日本国外のサッカーの試合映像を上映して、多くのファンが来店した。日本国内にその後も店舗を展開し、2022年現在19店舗をオープン。サッカー用具専門店としては世界的にも希少なチェーン展開をしていると指摘されている。
またサッカー選手のスポーツエージェント業務や旅行業務等を行う株式会社ジャパン・スポーツ・プロモーション（略称JSP）の代表取締役会長を務めている。